# خواب سبک (فیلم)
خواب سبک (Slumber) یک فیلم ترسناک آمریکایی و بریتانیایی است که به کارگردانی جاناتان هاپکینز و نویسندگی ریچارد هاوبلی و جاناتان هاپکینز. از بازیگران این فیلم می‌توان مگی کیو، کریستن بوش، سام تروگون، ویلیامپ، ویلیام هوپ، آنر نیفسی و سیلوستر مک کوی را نام برد. داستان این فیلم دربارهٔ بختک یا فلج خواب است. این فیلم در ۱ دسامبر ۲۰۱۷ اکران شد.